# Sidney Swann
Sidney Ernest Swann (Sulby, illa de Man, 24 de juny de 1890 - Minehead, Somerset, 19 de setembre de 1976) va ser un clergue i remer manx que va competir a començaments del segle xx.
Swan va néixer a l'illa de Man i era fill de Sydney Swann, un remer i clergue que va marxar al Japó a fer de missioner. Estudià a la Rugby School, on no va practicar el rem, i al Trinity Hall, de la Universitat de Cambridge. A Cambridge va guanyar la Colquhoun Sculls el 1910 i formà part de la tripulació que va guanyar la Visitors' Challenge Cup i Wyfolds Henley Royal Regatta, també el 1910. Swann guanyà la Lowe Double Sculls amb Cambridge el 1911 i formà part de la tripulació de Cambridge a la regata Oxford-Cambridge de 1911 i 1912.
El 12 de setembre de 1911 va establir el rècord en creuar a rem en solitari el Canal de la Mànega en 3 hores i 50 minuts.
Com a membre del Leander Club el 1912 va prendre part en els Jocs Olímpics d'Estocolm, on guanyà la medalla d'or en la competició del vuit amb timoner del programa de rem. Era l'únic remer procedent de Cambridge. Fou el primer esportista de l'illa de Man en guanyar un or olímpic, fita que no es repetí fins al 2012. Swann guanyà la University Pairs de 1913 i la Grand Challenge Cup de Heley el 1913. Guanyà la Silver Goblets de Henley el 1913 i 1914 fent parella amb el seu germà Alfred. In 1914 he was C.U.B.C. President in the winning crew in the 1914 Boat Race.
Durant la Primera Guerra Mundial va exercir de pastor i capellà a les tropes. Tornà al Trinity Hall com a capellà, on va ajudar l'equip de rem de Cambridge a començaments de la dècada de 1920. El 1920 va prendre part en els Jocs Olímpics d'Anvers, on va guanyar la medalla de plata en la prova del vuit amb timoner del programa de rem.
Entre 19126 i 1927 va viure a Nairobi, on exercí d'ardiaca. El 1928 es traslladà a Egipte amb el mateix càrrec i no fou fins a 1933 quan tornà a Anglaterra, com a vicari de Leighton Buzzard. El 1937 fou nomenat vicari de Saint Mary Redcliffe, Bristol i el 1941 capellà del rei Jordi VI.
En morir el seu pare el 1942, Swann passà a ser president de la National Amateur Rowing Association (N.A.R.A.)i va ocupar el càrrec fins a 1956, quan l'Amateur Rowing Association es fusionà amb la N.A.R.A.
Morí a Minehead, Somerset amb 86 anys.